# Gostimë
Gostimë (albanska: Gostimë med böjningsformen Gostima) är en ort och tidigare kommun i Albanien.  Den ligger i Elbasan prefektur i den centrala delen av landet, 40 km söder om huvudstaden Tirana.
Trakten runt Gostimë består till största delen av jordbruksmark.  Runt Gostimë är det ganska tätbefolkat, med 172 invånare per kvadratkilometer.